# Rakushu
 (janvier 2024).
Si vous disposez d'ouvrages ou d'articles de référence ou si vous connaissez des sites web de qualité traitant du thème abordé ici, merci de compléter l'article en donnant les références utiles à sa vérifiabilité et en les liant à la section « Notes et références ».
Albums de kagerou
Kagerô
(2003) Guroshoku
(2005)
Rakushu est le deuxième album du groupe de visual kei kagerou.
1. Holy needle
2. XII dizzy
3. Rasen kubi
4. Koukotsu jigoku
5. Masatsu shinko
6. Shibire-kokoro
7. Kasa
8. Nikushimi No Hitori Shibai
9. 3・2・1
10. Koi Uta
11. Hikari no kage
12. Jubaku oto
13. Betsuri Ro